# El cristal empañado
El cristal empañado es una telenovela mexicana dirigida y producida por José Rendón para la cadena Televisa. 
Fue protagonizada por Mariagna Prats y Jaime Garza, y las participaciones antagónicas de Magda Guzmán y Fernando Sáenz.

## Argumento
¿Acaso existe un mundo dentro de este, del otro lado del espejo, donde sólo se contempla la cara oscura y deforme de la realidad? El alma, el contacto con éste, pierde su transparencia de cristal, puede mancharse, puede ensuciarse, puede empañarse...
La historia se centra específicamente en la vida de dos mujeres, Virginia y Paulina, quienes también son primas. Virginia es una mujer mayor, amargada y envidiosa desde niña de los atributos de su prima, otrora vedette famosa y ahora en decadencia. Virginia vive con su hija Mercedes de arrimada en la casa de Paulina. Así como Virginia busca día a día encontrar la forma de destruir a su prima por completo, Paulina se pasa la vida deprimida y añorando su pasado glorioso. Ha llegado a tapar los espejos de su casa por el asco que le produce verse como está ahora, y sólo mira sus pósteres donde aparecía en sus mejores años, radiante y hermosa bailando en cabarets de primera categoría.
Paralelamente a la historia de estas dos mujeres encontramos a los hijos de ambas: Mercedes, hija de Virginia, y Jacinto, hijo de Paulina. Mercedes es una joven solitaria y de nobles sentimientos, a quien su madre ha aplastado de tal forma que le ha hecho padecer una sensación de insignificancia y fealdad. Jacinto es un hombre guapo y educado, pero de carácter y apariencia atormentadas, lo que propicia un gran rechazo por parte del sexo opuesto. Bajo sus lentes y su mirada tímida esconde profundos conflictos emocionales que lo llevan a provocar tragedias. Lucha constantemente con el amor-odio que le inspira su madre.
También encontramos a Raquel, una muchacha noble y hermosa, aunque termina muy afectada a causa del divorcio de sus padres y se traslada a la Ciudad de México dispuesta a empezar de nuevo. Romántica, anhela encontrar al amor de su vida, pero teme que vaya a fracasar así como sus padres lo hicieron.
Pero todos esconden algo, no todo es lo que parece, una realidad distorsionada donde la verdad es oscura y atemorizante y se esconde tras un cristal empañado...

## Elenco
- Mariagna Prats - Raquel Velarde
- Jaime Garza - Jacinto Acosta
- Magda Guzmán - Virginia Figueroa
- Dina de Marco - Paulina Acosta
- Leticia Perdigón - Mercedes
- Manuel Landeta - Claudio Robles
- Diana Golden - Alicia Montemayor
- Meche Barba - Yolanda
- Héctor Cruz Lara - Mario
- Fernando Sáenz - Adrián Maldonado
- Magda Karina - Luisa
- Karina Duprez - Karla
- Graciela Lara - Josefina
- Jazmín Athie - Maribel
- Yoshio - Comandante Molina
- Laura Forastieri - Isabel
- Fidel Garriga - Salazar
- Francisco Avendaño - Arturo Galindo
- Carmen Delgado - Marisela Galván
- Mónica Prado - Eugenia
- Alicia Osorio - Amparo
- Maripaz Banquells - Paulina (joven)
- Javier Díaz Dueñas - Leopoldo
- Rafael Banquells - Luciano
- Manuel Servín - Dr. Barrera
- María Prado

## Equipo de producción
- Historia original de: Héctor Iglesias
- Adaptación: Eduardo Quiroga, Lorena Salazar
- Edición literaria: Ximena Suárez, Xuitlaltzin Vázquez
- Tema original: El cristal empañado
- Autores: Álvaro Eugenio, Marcos Deli
- Arreglos musicales: Álvaro Eugenio, Marcos Deli
- Escenografía: Felipe Navarro
- Ambientación: Rafael Brizuela, Guadalupe Frías
- Diseño de vestuario: Teresa Téllez
- Edición: Hugo Arias, Apolinar Luna
- Coordinador de producción: Rodrigo R. Rojas
- Gerente de producción: Ximena Suárez
- Director de cámaras: Jorge Miguel Valdés
- Director adjunto: Simón Bross
- Productor y director general: José Rendón

## Enlaces
- Página en Alma-latina.net

- Datos: Q5824535